# 탄저균

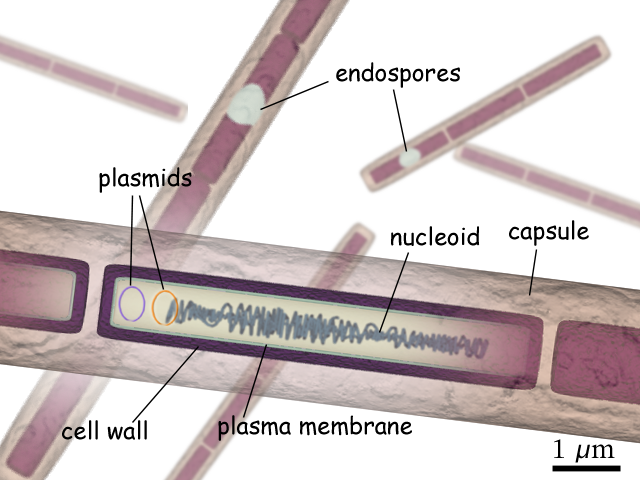
탄저균의 구조.

탄저균(炭疽菌, Bacillus anthracis 바킬루스 안트라키스[*], anthrax)은 탄저 급성 병원체이다. 탄저병균과는 구별한다. 보통 가축에 발생하는 질병이지만, 드문 경우로 사람에게도 발생한다. 사람에게 발생하는 탄저균은 바킬루스 속에 속한다. 이 질병은 동물 감염으로 분류되며, 사람에게 질병을 전염시킬 수 있다. 탄저균은 그람 양성균이고, 내생 포자 보관됨 2021-10-18 - 웨이백 머신의 형태이며, 막대 모양의 박테리아이다. 폭이 1.0–1.2 µm이고 길이가 3–5 µm이다.

## 생장 조건
탄저균은 호기성 혹은 혐기성 조건을 따지지 않는다. 일반적 영양 상태에서 성장할 수 있다. 내생 포자는 세포막 내부에 형성되는 두꺼운 외벽 및 추가 층을 갖는 탈수된 세포이다. 탄저균의 내생 포자는 죽지 않은 상태로 수년 동안 비활성 상태를 유지하고, 생존에 유리한 환경이 조성되면, 다시 자라날 수 있다. 처음에는 막대 모양의 형태로 발달한다. 막대의 모양, 내생 포자의 크기 및 모양, 막대의 벽이 튀어 나오는지 여부에 따라 탄저균의 아종이 결정된다. 종에 따라 내생 포자가 원형, 타원형, 원통형 등의 형태를 띈다.

## 특징
탄저균은 무척 잘 구부러지고, 디피콜린산을 함유하고 있다. 전자 현미경 사진을 통해서 탄저균이 얇은 외부 내생 포자 코트, 두꺼운 포자 피질 및 내생 포자 내용물을 둘러싸는 내부 포자 막을 확인할 수 있다. 내생 포자는 열이나 건조 및 많은 소독제(95% 에탄올 포함)에서 견디고 생존할 수 있다. 이러한 특성으로 인해 탄저균은 가루나 에어로졸 형태로 배포하기 쉬워서 생물학적 무기로 사용하기에 매우 적합하다. 이런 무기화는 과거 영국, 일본, 미국, 러시아, 이라크 등 5개 이상의 생물학적 무기 프로그램에 의해 진행되었으며, 여러 다른 나라들도 시도하고 있다고 한다.

## 역사적 배경
까지미르 다벤느는 탄저의 증상이 늘 B. anthracis라는 미생물과 동반하고 있음을 입증하였다. 알로이스 폴렌더 또한 이 발견에 기여하였다. B. anthracis는 1876년에 로베르트 코흐가 최종적으로 병인을 입증한 최초의 박테리아이다. anthracis라는 종의 이름은 숯이라는 뜻의 그리스어 낱말 anthrakis (ἄνθραξ)에서 나왔다.

## 예방과 치료
사람과 가축의 탄저병 예방을 위한 백신이 여러 종이 나와 있는 상태이다. 탄저병 백신은 피부 침투나 흡입에 의한 탄저균을 예방할 수 있다. 그러나, 이 백신은 탄저균에 노출되기 전 위험군에 처한 성인에게만 사용한다. 노출 후에는 사용이 승인되지 않는다. 일반적인 탄저병은 페니실린 같은 그람 양성 박테리아 항생제류로 치료할 수 있다. 페니실린에 내성이 생긴 탄저병은 시프로플록사신과 같은 플루오로 퀴놀론 또는 독시사이클린과 같은 테트라사이클린 항생제로 치료할 수 있다.

## 같이 보기
- 탄저
- 고초균(Bacillus subtilis)